# Gran Premio de los Países Bajos de Motociclismo de 1958
El Gran Premio de los Países Bajos de Motociclismo de 1958 fue la segunda prueba de la temporada 1958 del Campeonato Mundial de Motociclismo. El Gran Premio se disputó el 28 de junio de 1958 en el Circuito de Assen.

## Resultados 500cc
John Surtees obtuvo su tercera victoria consecutiva en el Gran Premio de los Países Bajos. Por detrás, hubo un mano a mano entre su compañero de equipo John Hartle y el piloto de Norton Derek Minter, que acabó del lado del primero.
| Pos.    | Piloto           | Equipo    | Tiempo       | Puntos |
| ------- | ---------------- | --------- | ------------ | ------ |
| 1       | John Surtees     | MV Agusta | 1h 32' 29" 1 | 8      |
| 2       | John Hartle      | MV Agusta | +1' 46" 0    | 6      |
| 3       | Derek Minter     | Norton    | +2' 02" 6    | 4      |
| 4       | Ernst Hiller     | BMW       | +2' 29" 4    | 3      |
| 5       | Dickie Dale      | BMW       | +1 Vuelta    | 2      |
| 6       | Gary Hocking     | Norton    | +1 Vuelta    | 1      |
| 7       | Noel McCutcheon  | Norton    | +1 Vuelta    |        |
| 8       | John Hempleman   | Norton    | +1 Vuelta    |        |
| 9       | Tom Phillis      | Norton    | +1 Vuelta    |        |
| 10      | Bob Brown        | Norton    | +1 Vuelta    |        |
| 11      | Jack Ahearn      | Matchless | +2 Vueltas   |        |
| 12      | Jack Brett       | Norton    | +2 Vueltas   |        |
| Ret     | Michael O'Rourke | Norton    | Ret          |        |
| Ret     | George Catlin    | Norton    | Ret          |        |
| Ret     | Bob Matthews     | Norton    | Ret          |        |
| Ret     | Bob Anderson     | Norton    | Ret          |        |
| Ret     | Terry Shepherd   | Norton    | Ret          |        |
| Ret     | Austin Carson    | Norton    | Ret          |        |
| Ret     | Harry Hinton     | Norton    | Ret          |        |
| Ret     | Jim Redman       | Norton    | Ret          |        |
| Ret     | Alan Trow        | Norton    | Ret          |        |
| Ret     | Keith Campbell   | Norton    | Ret          |        |
| Ret     | Eric Hinton      | Norton    | Ret          |        |
| Ret     | Geoff Tanner     | Norton    | Ret          |        |
| Ret     | Dave Chadwick    | Norton    | Ret          |        |
| Ret     | Peter Pawson     | Norton    | Ret          |        |
| Ret     | Paddy Driver     | Norton    | Ret          |        |
| Ret     | Geoff Duke       | BMW       | Ret          |        |
| Ret     | Jack Forrest     | BMW       | Ret          |        |
| Fuente: |                  |           |              |        |

## Resultados 350cc
En 350, John Surtees y John Hartle volverían a repetir las posiciones del podio del medio litro. El australiano Keith Campbell cerraría el podio.
| Pos. | Piloto          | Moto      | Tiempo       | Puntos |
| ---- | --------------- | --------- | ------------ | ------ |
| 1    | John Surtees    | MV Agusta | 1h 10' 32" 2 | 8      |
| 2    | John Hartle     | MV Agusta | +1' 18" 5    | 6      |
| 3    | Keith Campbell  | Norton    | +1' 31" 9    | 4      |
| 4    | Derek Minter    | Norton    |              | 3      |
| 5    | Mike Hailwood   | Norton    |              | 2      |
| 6    | Luigi Taveri    | Norton    |              | 1      |
| 7    | Bob Anderson    | Norton    |              |        |
| 8    | Paddy Driver    | Norton    | +1 Vuelta    |        |
| 9    | Bob Brown       | AJS       | +1 Vuelta    |        |
| 10   | John Hempleman  | Norton    | +1 Vuelta    |        |
| 11   | Peter Pawson    | Norton    | +1 Vuelta    |        |
| 12   | Noel McCutcheon | AJS       | +1 Vuelta    |        |
| 13   | Jack Ahearn     | AJS       | +1 Vuelta    |        |
| 14   | Mike O'Rourke   | Norton    | +1 Vuelta    |        |
| 15   | Heinz Kauert    | AJS       | +1 Vuelta    |        |
| Ret  | Geoff Duke      | Norton    | Ret          |        |

## Resultados 250cc
En el cuarto de litro, Tarquinio Provini repitió la victoria del año pasado en la pista holandesa. Carlo Ubbiali le disputó la victoria a su compatriota y compañero de equipo y acabó a tan solo medio segundo. Dieter Falk terminó tercero con la Adler.
| Pos. | Piloto               | Moto       | Tiempo       | Puntos |
| ---- | -------------------- | ---------- | ------------ | ------ |
| 1    | Tarquinio Provini    | MV Agusta  | 1h 02' 41" 0 | 8      |
| 2    | Carlo Ubbiali        | MV Agusta  | +0" 5        | 6      |
| 3    | Dieter Falk          | Adler      | +1' 20" 2    | 4      |
| 4    | Mike Hailwood        | NSU        | +2' 06" 6    | 3      |
| 5    | Arthur Wheeler       | FB Mondial | +2' 40" 7    | 2      |
| 6    | Horst Kassner        | NSU        |              | 1      |
| 7    | Siegfried Lohmann    | Adler      | +1 Vuelta    |        |
| 8    | Rudolf Thalhammer    | NSU        | +1 Vuelta    |        |
| 9    | Günter Beer          | Adler      | +1 Vuelta    |        |
| 10   | Karl Julius Holthaus | NSU        | +1 Vuelta    |        |
| 11   | Walter Reichert      | NSU        | +1 Vuelta    |        |
| 12   | Fron Purslow         | NSU        | +1 Vuelta    |        |
| Ret  | Harry Hinton         | NSU        | Ret          |        |
| Ret  | Horst Fugner         | MZ         | Ret          |        |
| Ret  | Dickie Dale          | NSU        | Ret          |        |

## Resultados 125cc
Carlo Ubbiali ganó la carrera de 125cc en Assen con tan solo dos décimas de segundo sobre Luigi Taveri. Tarquinio Provini cerró un podio netamente italiano.
| Pos. | Piloto            | Moto      | Tiempo     | Puntos |
| ---- | ----------------- | --------- | ---------- | ------ |
| 1º   | Carlo Ubbiali     | MV Agusta | 51' 52" 2  | 8      |
| 2    | Luigi Taveri      | Ducati    | +0" 2      | 6      |
| 3    | Tarquinio Provini | MV Agusta | +2" 5      | 4      |
| 4    | Alberto Gandossi  | Ducati    | +1' 19" 2  | 3      |
| 5    | Dave Chadwick     | Ducati    | +2' 00" 4  | 2      |
| 6    | Ernst Degner      | MZ        | +2'52"900  | 1      |
| 7    | Sammy Miller      | Ducati    |            |        |
| 8    | Horst Fügner      | MZ        | +1 Vuelta  |        |
| 9    | Romolo Ferri      | Ducati    | +1 Vuelta  |        |
| 10   | Mike Hailwood     | Ducati    | +1 Vuelta  |        |
| 11   | Willy Scheidhauer | Ducati    | +1 Vuelta  |        |
| 12   | Fron Purslow      | Ducati    | +2 Vueltas |        |
| 13   | Bill Webster      | MV Agusta |            |        |
| 14   | Jim Baughn        | EMC       |            |        |
| 15   | Jack Lesage       | Ducati    |            |        |
| 16   | Jim Dakin         | MV Agusta |            |        |
| 17   | Gerrit Du Pont    | MV Agusta |            |        |